# Montréal/Nouvelles Musiques
Pour les articles homonymes, voir MNM.
 (mai 2024).
Si vous disposez d'ouvrages ou d'articles de référence ou si vous connaissez des sites web de qualité traitant du thème abordé ici, merci de compléter l'article en donnant les références utiles à sa vérifiabilité et en les liant à la section « Notes et références ».
Fondé en 2003, Montréal/Nouvelles Musiques (MNM) est un festival biennal de musique contemporaine produit par La Société de musique contemporaine du Québec ayant lieu à Montréal (Québec, Canada).